# Hypsoprora brevis
Hypsoprora brevis är en insektsart som beskrevs av Frederick Byron Plummer. Hypsoprora brevis ingår i släktet Hypsoprora och familjen hornstritar. Inga underarter finns listade i Catalogue of Life.